# Mireille Darc
Mireille Aigroz (Tolón, 15 de mayo de 1938-París, 28 de agosto de 2017), conocida como Mireille Darc, fue una actriz y modelo francesa que se convirtió en una de las más famosas de su generación en Francia. También fue conocida por su relación personal con el actor francés Alain Delon, con quien convivió algunos años.

## Biografía
Mireille Aigroz decidió adoptar el nombre artístico de Mireille Darc, que terminó utilizando oficialmente.
Los orígenes familiares de Mireille se localizan en Suiza, concretamente en la localidad de Combremont-le-Petit en el cantón de Vaud. Pasó su primera infancia en Tolón, su ciudad natal. Poco después de la declaración de guerra, sus padres, Marcel Aigroz (1901-1989) y Gabrielle Reynaudo (1902-1994), la enviaron a Suiza con sus dos hermanos mayores, para criarse cerca de sus tías paternas. Posteriormente, los niños volvieron a Tolón en donde su madre regentaba una pequeña tienda y el padre era jardinero. La familia vivió de manera sencilla, e incluso en ciertas épocas de forma precaria, según su autobiografía. Asistió a la escuela de Valbourdin y después al colegio de niñas, antes de ingresar en el conservatorio de Tolón, escuela entonces gratuita. Se gradúa en 1957 con un premio de excelencia así como con una carta de recomendación y decide dedicarse a ser actriz.
Se trasladó a París en 1959 en donde escogió el pseudónimo Darc en referencia a Juana de Arco y al río Arc, «el río de su infancia». Consiguió ganar lo suficiente como para pagar los cursos de teatro de Maurice Escande posando para un pintor y para fotonovelas y como cuidadora de niños. Consiguió un pequeño papel de teatro reemplazando a una actriz por enfermedad, sin tiempo para prepararse, antes de conseguir su primer trabajo ante la cámara.
Se dio a conocer en televisión gracias a su papel como la Grande Bretèche de Claude Barma en 1960 y en Hauteclaire de Jean Prat en 1961, encarnando el principal papel femenino. 
Georges Lautner, con quien rodó trece películas, hizo de Mireille Darc una estrella, sobre todo a partir de la película Les Barbouzes (1964), en la que tuvo su primer papel protagonista.
Anteriormente, su primer papel importante en el cine fue en Pouic-Pouic dirigida por Jean Girault en 1963, donde es la hija de Léonard y Cynthia Monestier, interpretados por Louis de Funès y Jacqueline Maillan.

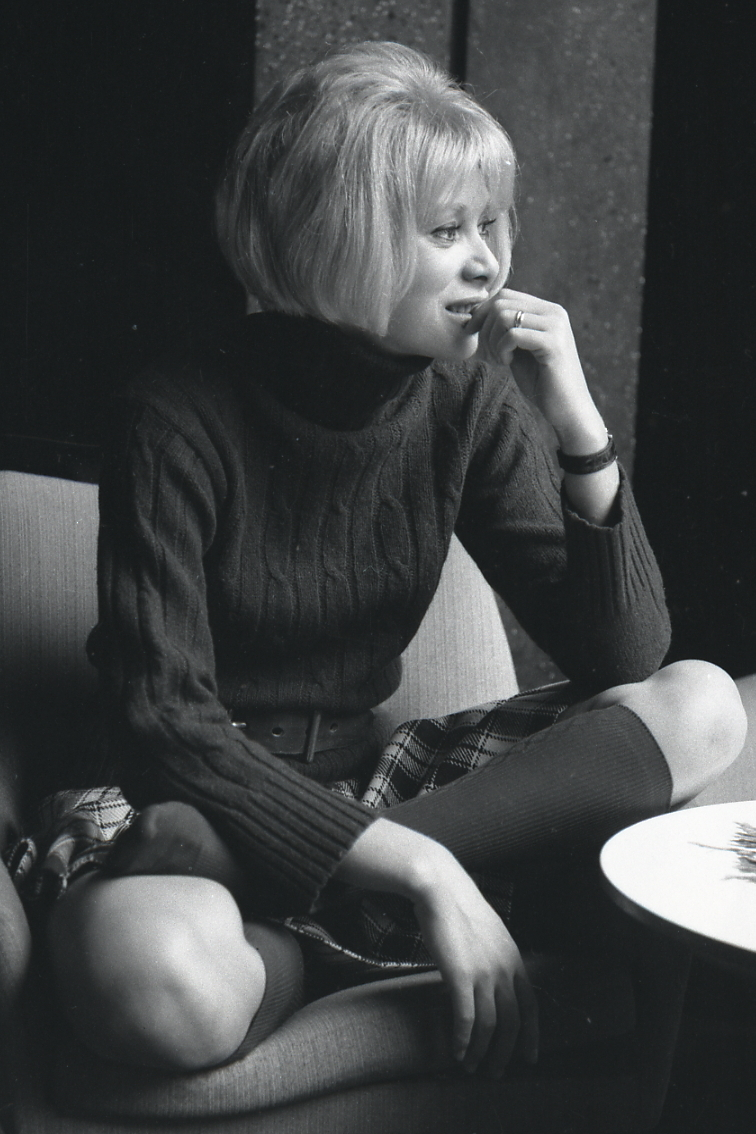
Darc en 1968.

En 1964 y 1965, rodó Des pissenlits par la racine con Michel Serrault y Louis de Funès, así como Galia de Georges Lautner, en la que encarna a una joven libertina que cambia de amante cuando quiere.
Actuó con Alain Delon en L'Home acuitat, La mort d'un home corrupte, Madly, Jeff, Les seins de glace, Borsalino y en 2003 en la serie de  televisión Frank Riva.
Hizo el papel de ‘’strip-teaseuse’’ en Fantasia chez les ploucs y el de ‘‘madame Michalon’’ en Ne nous fâchons pas.
También el papel de Georgina en La Chasse à l'homme de Édouard Molinaro.
En los años 70, rodó con Lautner Il était une fois un flic (1971) y La valise (1973), pero sobre todo con Pierre Richard en Le grand blond avec une chaussure noire (1972) y Le retour du grand blond (1974) de Yves Robert, donde destaca con un vestido muy llamativo. Estos papeles le permitieron confirmar su estatus como sex-symbol y como actriz desde comienzos de la década.
En los años 80, su carrera fue interrumpida por una operación a corazón abierto. Después, como resultado de un accidente de coche en un túnel en el Valle de Aosta, en el que fue gravemente herida, con la columna vertebral fracturada, siendo inmovilizada durante tres meses en un hospital de Ginebra, y de su separación de Delon, después de quince años de vida en común, abandonó el cine, para solo volver a la televisión en los años 90. Interpretó numerosos papeles: como burguesa temible en Les Cœurs brûlés o en Les Yeux d'Hélène y más tarde en Terre indigo, Le Bleu de l'océan  y Frank Riva en la que se reencontró con Alain Delon. 
Participó igualmente en la presentación de una serie de reportajes de sociedad para France Televisions.
A principios de 2007 subió a los escenarios para interpretar Los puentes de Madison en el  Théâtre Marigny en compañía de Alain Delon.

## Reconocimientos

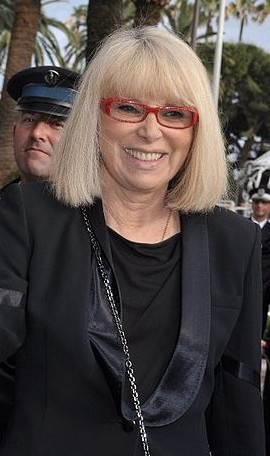
Mireille Darc, en el Festival de cine de Cannes, en enero de 2013.

Desde 2005, Mireille Darc fue la madrina de la asociación humanitaria La Chaîne de l'espoir por lo que ha recibido el premio Clarins l'any 2006. 
En 2006, el presidente de la República Jacques Chirac le impuso la insignia de la Legión de Honor. Desde 2008, Mireille Darc fue madrina de la operación + de Vida, campaña solidaria para mejorar el día a día de las personas mayores hospitalizadas.
En diciembre de 2015, realizó el documental Elles sont des dizaines de milliers sans abri, emitido en France 2.

## Vida privada
Desde su infancia, ella sabía que su padre Marcel (que la llamaba “la bastarda”), no era su padre biológico.
Durante 15 años, Mireille Darc fue la compañera de Alain Delon, reencontrado en 1968, durante el rodaje de Jeff de Jean Herman. Una malformación cardiaca congénita le impidió concebir por el riesgo que significaba para su vida. La pareja se separó por alegar Alain Delon el deseo de tener más hijos. La pareja mantuvo siempre una importante amistad.
El 17 de octubre de 1988 perdió a su compañero Pierre Barret, director de L'Express y después presidente de Europe 1; meses después de un trasplante de hígado y mientras esperaban un nuevo donante.
En 1996 conoció a Pascal Desprez, un arquitecto parisino con el que se casó el 29 de junio de 2002.

## Problemas de salud y fallecimiento
Víctima de dos episodios de hemorragia cerebral en 2016, la actriz, que sufrió de soplos de corazón desde la infancia (su corazón fue operado en 1980 y en 2013), sufrió un tercer incidente vascular cerebral la noche del 28 al 29 de septiembre de 2016.
Mireille Darc falleció en su domicilio el 28 de agosto de 2017.